# Corythaixoides
Genre
Corythaixoides est un des trois genres de touracos de la sous-famille des Criniferinae, avec Crinifer et Corythaeola. 

## Description
Les touracos appartenant à ce genre possèdent un plumage gris ou gris et blanc.

## Liste d'espèces
D'après la classification de référence (version 2.2, 2009) du Congrès ornithologique international (ordre phylogénique) :
- Corythaixoides concolor – Touraco concolore
- Corythaixoides personatus – Touraco masqué
- Corythaixoides leucogaster – Touraco à ventre blanc